# Galgenwiesen
Galgenwiesen ist ein Naturschutzgebiet  im Gebiet der Gemeinden Nusplingen im Zollernalbkreis (NSG-Nummer 4.296) sowie Bärenthal und Egesheim im Landkreis Tuttlingen (NSG-Nummer 3.253) in Baden-Württemberg. Mit Verordnung vom 1. Dezember 1999 hat das Regierungspräsidium Tübingen das Gebiet unter Naturschutz gestellt. 

## Lage
Das Naturschutzgebiet umfasst die Talaue des Bäratals im Bereich der Vereinigung der Oberen und Unteren Bära. Es liegt rund zwei Kilometer südlich von Nusplingen und gehört zum Naturraum 093-Hohe Schwabenalb innerhalb der naturräumlichen Haupteinheit 09-Schwäbische Alb. Es grenzt mit zwei Seiten an das rund 14.666 Hektar große Landschaftsschutzgebiet Nr. 4.17.042 Großer Heuberg und ist Teil des rund 5.418 Hektar großen FFH-Gebiets Nr. 7919341 Donautal und Hochflächen von Tuttlingen bis Beuron. Es liegt außerdem im 43.031 Hektar großen Vogelschutzgebiet Nr. 7820441 Südwestalb und Oberes Donautal.

## Schutzzweck

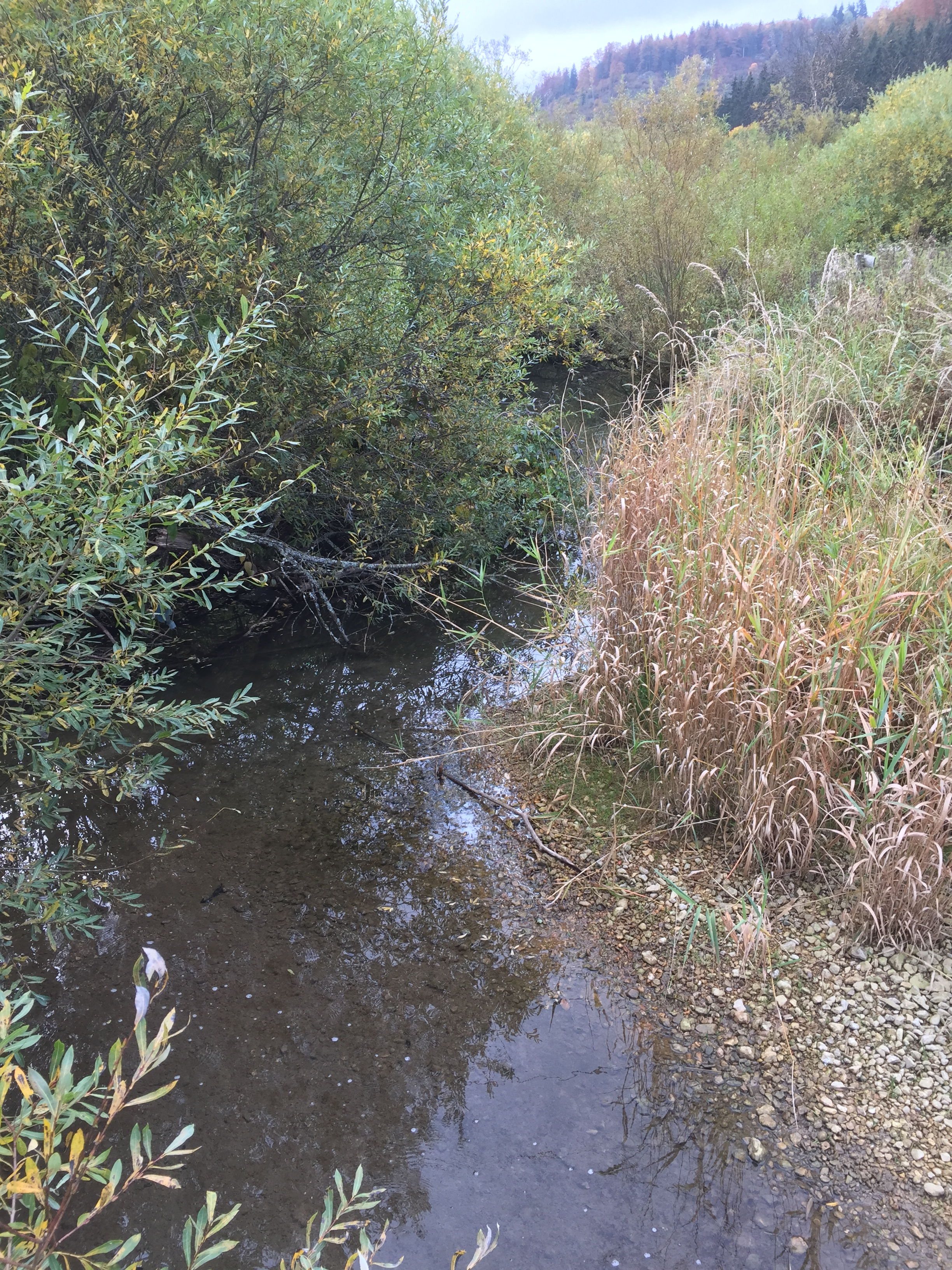
Die Obere Bära im Naturschutzgebiet

Wesentlicher Schutzzweck ist die Erhaltung, Pflege und Verbesserung eines vielfältig strukturierten Gebiets als Lebensraum für vom Aussterben bedrohte, gefährdete und geschützte Tier‑ und Pflanzenarten, sowie als kulturhistorisch und ästhetisch bedeutendes Landschaftselement.
Von besonderer ökologischer Bedeutung sind hierbei die
- Großseggenriede
- Kleinseggenriede
- naturnahen Fließgewässer mit der daran gebundenen Flora und Fauna
- Altwässer und die überwiegend temporären Tümpel
- extensiv genutzten Mähwiesen feuchter und trockener Ausprägung
- Röhrichtbestände
- Buschfluren feuchter und trockener Ausprägung
- Wiesenbrachen und Staudenfluren
- Magerrasen
- Gebüsche, Feldgehölze, Baumgruppen und Einzelbäume
- natürlichen und naturnahen Waldpartien

Aufgrund der außergewöhnlichen Vielfalt an Biotopstrukturen stellt das Gebiet insgesamt einen bedeutenden Lebensraum für an Fließgewässer, extensiv genutztes Offenland, Brachstadien, Pflegeflächen und natürliche und naturnahe Waldbestände gebundene Tier- und Pflanzenarten dar. Es weist insbesondere seltene Fisch‑, Vogel‑, Käfer‑ und Pflanzenarten auf.